# تساتانیخ
تساتانیخ (به لاتین: Tsatanikh) یک منطقهٔ مسکونی در روسیه است که در داغستان واقع شده‌است.